# Kanton Vallespir-Albères
Vallespir-Albères is een kanton van het Franse departement Pyrénées-Orientales. Het kanton maakt deel uit van het arrondissement Céret. In 2021 telde het 30.730 inwoners.

Het kanton werd gevormd ingevolge het decreet van 26 februari 2014 , met uitwerking op 22 maart 2015, met Céret als hoofdplaats.

## Gemeenten
Het kanton omvat volgende 13 gemeenten:
- L'Albère
- Le Boulou
- Céret
- Les Cluses
- Laroque-des-Albères
- Maureillas-las-Illas
- Montesquieu-des-Albères
- Le Perthus
- Saint-Génis-des-Fontaines
- Saint-Jean-Pla-de-Corts
- Sorède
- Villelongue-dels-Monts
- Vivès